# Фернандо Брага
Фернандо Алберто Брага е италиански шахматист.

## Кариера
През 1986 и 1988 е шампион на Италия.
През 1997 е победител в 34-то издание на международния турнир Мар дел Плата.
В три последователни години печели турнира „Опен Ес Вермар.“ С победите си през 2001, 2002 и 2003 Брага става шахматистът с най-много спечелени турнири от тази серия.
Автор е на статии за списанието „Ню ин Чес“.

## Участия на шахматни олимпиади
Брага участва на шест шахматни олимпиади. Изиграва общо 57 партии, постигайки в тях 19 победи и 18 ремита. Средната му успеваемост е 49,1 процента.
| Година | Организатор  | Отбор         | Класиране (отборно) | Дъска         |
| 1976   | Буенос Айрес | Аржентина „Б“ | -                   | Четвърта      |
| 1986   | Дубай        | Италия        | 27                  | Втора         |
| 1988   | Солун        | Италия        | 14                  | Втора         |
| 1992   | Манила       | Италия        | 29                  | Първа резерва |
| 2002   | Блед         | Италия        | 38                  | Втора         |
| 2004   | Калвия       | Италия        | 60                  | Втора         |